# Założenie Akademii Lubrańskiego w Poznaniu

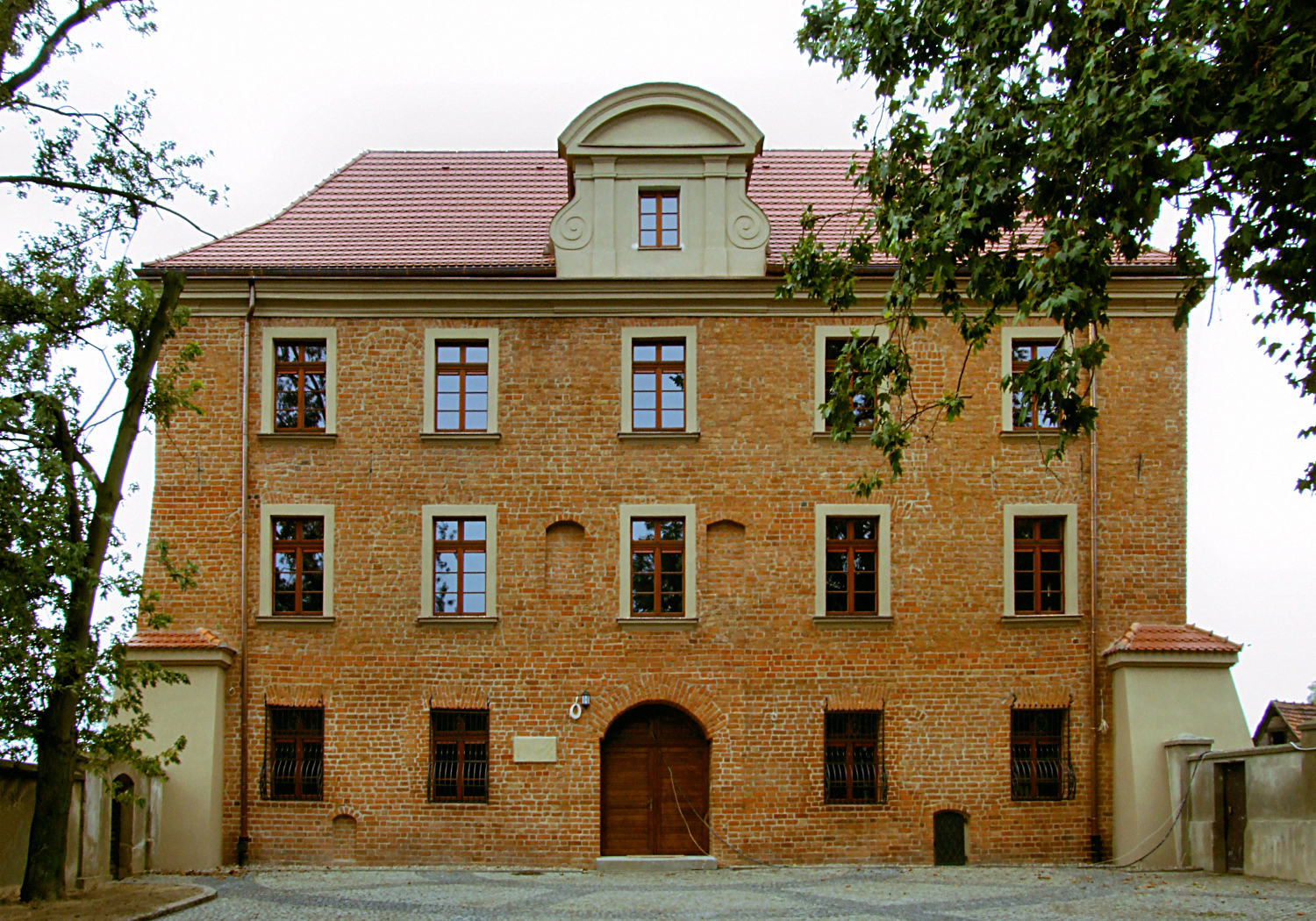
Gmach Akademii Lubrańskiego w Poznaniu

Założenie Akademii Lubrańskiego w Poznaniu (także: Biskup Lubrański zakłada Akademię w Poznaniu) – obraz Jana Matejki z 1886, namalowany na grubym płótnie, o wymiarach 105 x 125 cm. Przedstawia scenę rozgrywającą się w Poznaniu: biskupa Jana Lubrańskiego wręczającego akt erekcyjny nowo powstałej uczelni rektorowi Akademii Lubrańskiego.

## Geneza i historia
Dane dotyczące genezy powstania obrazu znajdują się w notatkach Mariana Gorzkowskiego, sekretarza Jana Matejki. Zamówił go ksiądz Antoni Kantecki, redaktor naczelny Kuriera Poznańskiego, wielkopolski przywódca katolickiego obozu ultramontanów. W 1886 przekazał on Matejce 1500 marek zadatku, z zastrzeżeniem, że gotowe dzieło ma być ofiarowane księdzu Edwardowi Likowskiemu, rektorowi poznańskiego seminarium duchownego, przez jego dawnych uczniów na 25-lecie kapłaństwa.
Artysta rozpoczął malowanie obrazu 3 października 1886 i tworzył go przez dwa miesiące. W listopadzie 1886 ksiądz Kantecki przesłał Matejce pozostałe 3500 marek. W tym czasie artysta podarował szkic olejny obrazu Gorzkowskiemu. 4 grudnia 1886 dzieło zostało ukończone i sfotografowane przez Szuberta oraz niezwłocznie wysłane do Poznania, gdzie pojawiło się jeszcze w grudniu. Przekazane księdzu Likowskiemu stało się wkrótce własnością publiczną, gdyż Likowski (wówczas już arcybiskup gnieźnieńsko-poznański), w lutym 1915 przekazał je do zbiorów Poznańskiego Towarzystwa Przyjaciół Nauk. Obraz był w Poznaniu bardzo popularny, masowo sprzedawano jego reprodukcje, pocztówki i fotografie. Podczas II wojny światowej zaginął (skradziono go w 1943), ale odnaleziono go w 1948 w wyniku działań Przemysława Michałowskiego, wicedyrektora Muzeum Wielkopolskiego. Od tego czasu stanowi depozyt Poznańskiego Towarzystwa Przyjaciół Nauk w zbiorach Muzeum Narodowego w Poznaniu.

## Treść
Biskup Jan Lubrański ukazany został na podwyższeniu (na tronie biskupim), z profilu. Jest ubrany w złocistą kapę. Na głowie ma mitrę. W lewej ręce trzyma pastorał, a w prawej, którą wyciąga ku przodowi, dokument fundacyjny. Pozostałe osoby uwiecznione na obrazie, to:
- prawdopodobnie wojewoda poznański Andrzej Szamotulski (na pierwszym planie, z lewej, w zielonej szacie); bardziej prawdopodobne jest, że autentycznej scenie towarzyszył raczej Łukasz II Górka; postać ta ma na szyi ozdobny łańcuch, a rękę trzyma na karabeli,
- Bernard Lubrański (w głębi, za Szamotulskim), brat Jana, kanonik, który w chwili powstania Akademii już nie żył,
- Jan ze Stobnicy (na stopniu, przed Lubrańskim, klęczący, w czarnej szacie), pierwszy rektor Akademii; wyciąga ręce, by przyjąć dokument fundacyjny,
- kapłan (być może Antoni Kantecki) na pierwszym planie po prawej, z grubą księgą w ręce; postać ta, to być może również: Walenty Wróbel (Passerinus), Grzegorz Snopek z Szamotuł albo Krzysztof Hegendorfer - profesorowie Lubranscianum,
- nieznany kleryk w komży, z kropidłem i wodą święconą (pomiędzy Lubrańskim i Janem ze Stobnicy),
- Edward Likowski (stojący za Janem ze Stobnicy); jego twarz była znana Matejce z fotografii,
- inne postacie, w których dopatrywano się rysów różnych uczniów i absolwentów Akademii, m.in. Klemens Janicki, Józef Struś, Tomasz Bederman, Łazarz Bonamik (kanonik z grubą księgą)[1][2].

Podest, na którym rozgrywa się namalowana scena przykryty jest czerwonym płótnem, prawdopodobnie aksamitem, na którym leży dywan z wyszytym herbem Godziemba, należącym do biskupa Lubrańskiego i literami J.L.E.P. (Joannes Lubrański Episcopus Posnaniensis). Gotyckie wnętrze, w którym miejsce ma przedstawiona scena jest fikcyjne, ale (co u Matejki było regułą) jego scenografia jest ściśle oparta na realiach stylowych epoki; można się w nim dopatrywać pewnych nawiązań do nadproża portalu Wielkiej Sieni zlokalizowanej w Ratuszu poznańskim z 1508. Wizja tego pomieszczenia była jednak wytworem fantazji artystycznej malarza.
Kompozycja obrazu jest kameralna, zwarta i częściowo nawiązuje do takich dzieł Matejki jak Stefan Batory pod Pskowem, czy Hołd pruski. Na płótnie rozpoznać można przedmioty z osobistej kolekcji Matejki: tron biskupi (fotel), złota kapa biskupia, strój rektorski (w podobnym namalował swojego Kopernika). Pastorał biskupi pochodzi ze skarbca katedry płockiej i należał ongiś do biskupa Andrzeja Krzyckiego. Mitra była własnością biskupa Tomasza Strzępińskiego i pozostaje w skarbcu katedry wawelskiej. I mitra, i pastorał w żaden sposób nie były związane ze środowiskiem poznańskim.

## Kopie i nawiązania

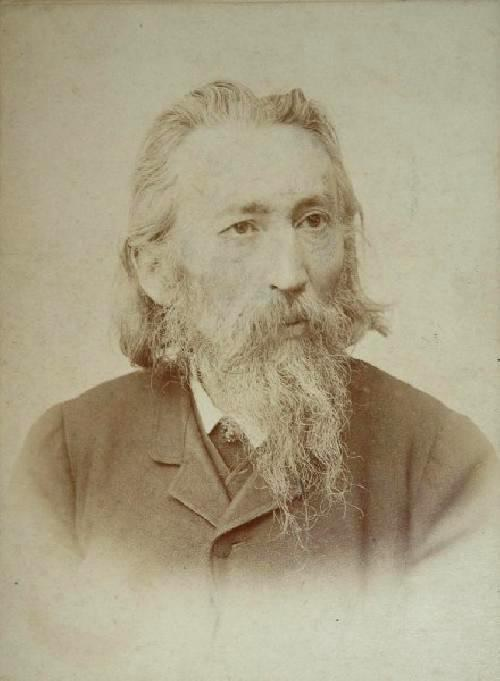
Twórca obrazu, Jan Matejko w późnym wieku

W stulecie namalowania obrazu powstała jego kopia wykonana przez Lecha Tuczyńskiego, głównego konserwatora poznańskiego Muzeum Narodowego. Sfinansowali ją kapłani wykształceni w poznańskim seminarium i złożyli w darze Papieskiemu Wydziałowi Teologicznemu, który jest uważany za spadkobiercę idei Akademii Lubrańskiego. Kopia wisi w sali posiedzeń Wydziału.
Ponadto na terenie Poznania istnieją dwie inne kopie obrazu wykonane przez Jana Bukowskiego w okresie międzywojennym i należące do Uniwersytetu im. Adama Mickiewicza. Mniejsza wisi w gabinecie dyrektora Biblioteki Uniwersyteckiej, a większa (przewyższająca rozmiarami oryginał) w Małej Auli Collegium Minus.
W 2019, na stulecie UAM, doktoranci Wydziału Studiów Edukacyjnych tej uczelni, zorganizowali inscenizację obrazu.

## Opinia artysty
Jan Matejko nie był pozytywnie usposobiony do tematu. Gorzkowski zapisał w swoich notatkach, że artysta powtarzał: taki ten temat niewdzięczny, a jednak malować go muszę, bo pieniędzy trzeba. Obraz powstawał w ostatniej fazie życia Matejki, kiedy artysta był osamotniony, nie znajdował zrozumienia w swym otoczeniu i był mocno przybity troskami codziennego dnia.